# Ptochophyle westi
Ptochophyle westi är en fjärilsart som beskrevs av Louis Beethoven Prout 1938. Ptochophyle westi ingår i släktet Ptochophyle och familjen mätare. Inga underarter finns listade.